# Josef Stalin
Josef Stalin (russisk: Иосиф Виссарионович Сталин, tr. Iosif Vissarionovitj Stalin; georgisk: იოსებ ბესარიონის ძე ჯუღაშვილი tr. Ioseb Besarionos dze Djughashvili, oprindeligt kaldet russisk: Иосиф Виссарионович Джугашвили, tr. Iosif Vissarionovitj Dsjugasjvili; født 18. december 1878 (Stalin opgav fødselsdatoen til 21. december 1879, død 5. marts 1953)) var generalsekretær i Sovjetunionens kommunistiske parti i knap 31 år fra udnævnelsen i april 1922 til sin død i marts 1953.

## Barndom
| Josef Stalin som 15-årig (venstre) og 23-årig (højre) |  | Josef Stalin som 15-årig (venstre) og 23-årig (højre) |
| Josef Stalin som 15-årig (venstre) og 23-årig (højre) |  |                                                       |

Stalin blev født den 18. december 1878 i en fattig arbejderfamilie i Gori ved Tbilisi i Georgien som søn af Besarion Dsjugasjvili og Ekaterina Geladse. Hans far var bonde og skomager og døde som følge af sygdom efter at være blevet hospitalsindlagt med tuberkulose, kollit og kronisk lungebetændelse. Faderen var stærkt alkoholiseret, og dødsårsagen var muligvis skrumpelever.
Hans mor var en religiøs bondekone, der efter mandens død tog arbejde som vaskekone. Stalin selv hævdede at være født den 21. december 1879.[kilde mangler]

## Lenins kritik af Stalin
Selv om Lenin og Stalin var venner, var Lenin betænkelig ved, at Stalin skulle komme til magten. Lenin udtrykte i sit testamente, at han ikke ønskede Stalin som sin efterfølger. Ønsket blev tilføjet få uger før Lenins død og få dage efter, at Stalin havde overfaldet Lenins kone (Nadesjda Krupskaja) verbalt. Dette kan have haft indflydelse på Lenins ønske. Trotskij mente, at Lenin anbefalede, at Trotskij i stedet skulle blive den næste leder. Trotskij og Stalin kæmpede om magten efter Lenins død, men Trotskij gav op og flygtede til Mexico for at undgå Stalin.
Trotskij rejste rundt omkring i verden og snakkede om, at kommunisme havde brug for demokrati, og at det var folket selv, der skulle bestemme, om man skulle have kommunisme. Han var årsagen til, at der kom mange anti-stalinistiske kommunister rundt om i verden.
Den 20. august 1940 blev Trotskij myrdet i Mexico af en sovjetisk NKVD-agent, der trængte ind i Trotskijs bolig og slog en is-økse i hovedet på ham. Agentens navn var Ramón Mercader (en), en spansk kommunist, der blev hvervet til NKVD (senere KGB). Han blev efterfølgende hædret med 'Lenin Ordenen', 'Sovjetunionens Helt' og fik politisk asyl i henholdsvis Sovjetunionen og Cuba.
Efter Lenins død er der formodninger om, at Lenins testamente blev skjult af Stalin og hans folk, således at ingen bemærkede Lenins kritik af Stalin. Der findes dog ingen kilder på det.
Stalin mente, at man skulle starte nationale kommunistiske revolutioner ("Socialisme i ét land"), og at de enkelte socialistiske lande derefter skulle stå sammen i modsætning til Trotskij, der troede på en verdensrevolution (hele verden skulle forenes med kommunisme). Således var Stalin en slags nationalkommunist i modsætning til Trotskij, der var internationalist.

## Stalins liv i et resumé

### Familien
Stalin blev født ind i en fattig bondefamilie, hvor han var den eneste af 3 sønner, der ikke døde inden ét år. Hans far hed Vissarion Ivanovitj Dzjugasjvili (man ved ikke, hvornår han blev født, men han døde i 1909), han var først bonde, og efter at familien flyttede til Gori i Georgien blev, han skomager. Stalins far var en drukkenbolt og var meget voldelig, han tævede ofte både Stalin og hans mor.
Josef Stalins far døde i en arbejdsulykke som maskinskomager. Det siges at han havde drukket og blev mast fast mellem maskinerne i skomageriet og døde som følge af sine kvæstelser. En anden historie siger, at han døde i fuldemandsslagsmål.
Stalins mor hed Jekaterina Geladse (1855-1937), hun var, ligesom sin mand, bonde før de ankom til Gori, og efter sin mands død blev hun vaskekone.

### Uroligheder
I de unge år blev Stalin involveret i gadekampe i Gori, og han blev en rigtig slagsbror. Herefter blev Stalin sat ind i den lokale kirkeskole af sin mor, for at uddanne ham til præst. Men Josef blev ikke mere blid af at være blevet sat på præsteskole, han var stadig en ung knægt med gang i. Stalin blev optaget i kirkes kor, og var en meget dygtig sanger.

### Uddannelse og grobund for ny tankegang
Da Stalin fyldte 15 år, blev han sat på præsteseminarium i Tiflis i 1894. På skolen var der hård disciplin og undervisningen foregik udelukkende på russisk. Han lærte den marxistiske tankegang, som går ind for det kommunistiske samfund og proletariatets diktatur, som han blev grebet af, for derefter at forlade sit præsteseminarium lige inden sin sidste eksamen i 1899. Efter at havde forladt sit præsteseminarium blev Iosif involveret i professionelt undergrundsarbejde, dette gav ham en stilling som observatør i Tiflis. Her får han en masse tid til at læse marxistisk litteratur, mens han holder øje med politiet. Men allerede i 1900 mister han sit job efter en politirazzia, og først efter at bolsjevikkerne fik magten, fik han fast, lønnet arbejde igen, dette beholder han resten af sit liv.
I 1902 begyndte Stalin at lave sine egne teorier omkring marxismen. Men allerede samme år blev han arresteret for at arrangere strejker i Kaukasus, og året efter blev han forvist til Sibirien for første af syv gange. Han kommer til en fjern sibirisk by hvor alle de landsforviste kom hen. Men han flygtede dog, som han kom til at gøre i seks ud af de syv gange han kom der.

### Indmeldelse i partiet
I november 1901 meldte Stalin sig ind i RSDAPs Tbilisi Komité, på hvis vegne han samme måned blev sendt til Batumi for at deltage i opbyggelsen af en arbejderorganisation.
Efter opdelingen i 1903 Ruslands Socialdemokratiske Arbejderparti i bolsjevikkerne og mensjevikkerne, sluttede Stalin til bolsjevikkerne.
I 1906 giftede Stalin sig med georgieren Jekaterina Svanidse, der fødte sønnen Jakov; men ikke lang tid efter fødslen døde hun. Senere giftede Stalin sig med Nadesjda Allilujeva, med hvem han fik datteren Svetlana Allilujeva. Han tog i 1912 pseudonymet Stalin, der udspringer af det russiske ord сталь (dansk: stål), navnet som helhed skal betyde "mand af stål". Tidligere dæknavne var blandt andet "Koba", "Soselo", "Ivanov". I de følgende år blev Stalin en af de ledende personer i bolsjevikpartiet og fik ansvaret for partiorganisationen i hovedstaden Skt. Petersborg, hvor han grundlagde avisen Pravda i 1912.

### Politisk fremgang
I februar 1917, forlod den regerende russiske hersker zar Nikolaj 2. tronen. Dette nød Stalin og hans mænd godt af, for de kom ud af fængslet og kunne tage til hovedstaden Petrograd for at kæmpe om den politiske magt i Rusland.

### 1930'ernes reformer
I 1930'erne fik Stalin mere magt i partiet. Stalin lavede en revolution i 1928-1929, hvor han blandt andet bestemte en ensretning af kultur, en total produktudvikling og så skulle han selv, Stalin, dyrkes som det sovjetiske idol. Men denne store revolution førte også til store produktions- og menneskelige katastrofer, som førte til mange døde, faktisk flere millioner[kilde mangler], på grund af at folk ”kom i klemme” ved disse forandringer. I dette år begyndte Stalin også ”krigen” mod kulakkerne, hvor de privatejede landbrug blev tvangssammenlagt til statsejede kollektivbrug.

#### Oprydning i de indre kredse
I Stalins parti blev der skiftet en masse ud, og kun de inderste folk fik lov at hjælpe Stalin, som nu var diktator[kilde mangler]. De fleste af dem der blev smidt ud af partiet blev skudt i 1936-1938, både folk fra de politiske kredse og militæret, men også millioner af civile mennesker blev enten skudt, hængt, sendt i fængsel[kilde mangler] (som nu var blevet åbnet igen). Militæret mistede 36.671 officerer ved denne udrensning, så da tyskerne angreb i 1941, var der stærk mangel på dygtige officerer.

### Død
Stalin var stadig leder af de sovjetiske nationer da han døde den 5. marts 1953 i Moskva, officielt af en hjerneblødning, der har dog siden hans død været konspirationsteorier, blandt andet at han døde af rottegift.

## 2. verdenskrig
Da Tyskland angreb Sovjetunionen i 1941, selvom de to nationer havde indgået en ”ikke-angrebs-pagt”, havde Stalin ikke gjort sit land klar til krig. Det kom til at koste mange menneskeliv, at hans land var uforberedt på angrebet. Stalin troede, at den britiske premierminister, Winston Churchill, havde sat rygter i gang om at tyskerne ville angribe - for at starte en krig mellem de to store nationer. Så da tyskerne invaderede Rusland, kunne de sovjetiske soldater kun sinke tyskerne så meget, at de ikke nåede frem til Moskva inden vinteren. Da vinteren kom gav Stalin ordre til et stort modangreb for at tvinge tyskerne tilbage, så tyskerne ville dø af den stærke kulde i den russiske vinter. Han fik brændt alle huse ned i 60 km omkring Moskva, og dem der boede i husene, mest kvinder, børn og gamle (mændene var med i krigen), måtte give deres bidrag til krigen ved at ofre deres liv. Stalins ordre om modangreb kunne først lade sig gøre, da general Sjukovs kuldevante divisioner fra Sibirien blev indsat. I 1942 indledte tyskerne sommeroffensiver på Østfronten. Denne gang nåede tyskerne til Stalingrad, men Stalin og hans generaler havde en plan om at omringe de tyske tropper inde i byen. Dette gik godt, da Hitler insisterede på at de tyske styrker ikke trak sig ud af byen.
I 1943 var Stalin til møde med Churchill og Roosevelt i Teheran, for nu blev han betragtet, som den mand som havde svækket Hitler. Ved mødet blev de tre ledere enige om at angrebene på Tyskland skulle gøres bedre. Efter mødet var Roosevelt sikker på, at krigen mod Tyskland nu kunne vindes ved hjælp af de tre stormagter, mens Churchill tvivlede lidt på Stalins betydning af ord som ”demokrati”. Dette havde han da også god grund til at tvivle, for efter krigen satte Sovjetunionen sig hårdt på landene i Østeuropa, og de dele af Tyskland som den Røde Hær havde taget kontrol over.
Under krigen blev Stalins søn Jakov Dsjugasjvili taget til fange af tyskerne. Tyskerne tilbød Stalin at bytte ham med den tyske feltmarskal Friedrich Paulus (der var i sovjetisk fangenskab) hvortil Stalin svarede: "Jeg vil ikke bytte en marskal for en løjtnant". Efterfølgende tilbød tyskerne at bytte Jakov for Hitlers nevø Leo Raubal (der var i sovjetisk fangenskab). Dette afviste Stalin med ordene: "Krig er krig". Jakov døde måske af selvmord den 14. april 1943 i den tyske lejr Sachsenhausen.
Stalin gav navn til den tunge sovjetiske kampvognsserie IS-1, 2 og 3.

## Den sovjetiske tid
I 1922 blev han det kommunistiske partis generalsekretær.
Stalin og det bolsjevikiske parti fortsatte den kurs som Lenin havde udpeget med oprettelsen af "proletariatets diktatur". En ide som Karl Marx i det 19. århundrede udviklede som den "videnskabelige socialisme" i modsætning til den "utopiske socialisme".
Stalin fortsatte udrensningen af politiske modstandere og klasseforrædere som Lenin havde påbegyndt efter revolutionen i 1917. Det skete ved at de blev skudt, og den 28. december 1934 fortsatte Stalin for alvor denne politik og han sendte i årene, der fulgte, millioner af mennesker i Gulag, Sovjetunionens arbejdslejrsystem. Det er usikkert, hvor mange sovjetiske borgere, der egentlig døde som et direkte eller indirekte resultat af Lenins og Stalins handlinger.
Stalin døde den 5. marts 1953 i Kreml i Moskva officielt af en hjerneblødning, ifølge rygter af rottegift.[kilde mangler] Den 25. februar 1956 blev Stalin fordømt af Khrusjtjov i dennes tale "Om personkulten og dens konsekvenser". Den 11. november 1961 blev Stalingrad omdøbt til Volgograd. Det blev den 30. oktober 1961 besluttet, at Stalins kiste den 31. oktober 1961 skulle fjernes fra Lenins mausoleum, og han ligger nu begravet ved Kremls mur.